# El error de Descartes
El error de Descartes: la emoción, la razón y el cerebro humano es un libro del neurólogo António Damásio publicado en 1994. Por una parte trata la cuestión del dualismo entre el cuerpo y la mente. Damásio acuña la hipótesis de la huella somática, un mecanismo mediante el cual las emociones guían (o sesgan) el comportamiento y la toma de decisiones, y que postula que la racionalidad requiere una aportación emocional. Sostiene que el error de René Descartes fue la separación dualista entre la mente y el cuerpo, racionalidad y emoción.

## La mente encarnada: los marcadores somáticos
Damásio argumenta en su célebre libro que es erróneo creer que sólo las mentes piensan. El cuerpo y nuestras emociones tienen una función clave en la manera en que pensamos y en la toma de decisiones racional. En la medida en que, en sus palabras, «el cuerpo... proporciona un contenido que es parte y envoltorio de las actividades de la mente normal», seguido de que «la mente está encarnada, en el pleno sentido del término, no meramente cerebralizada».
La teoría de Damásio acentúa «la función crucial del sentimiento para navegar las corrientes inacabables de las decisiones personales durante la vida... Las señales intuitivas que nos guían en estos momentos vienen en forma de olas guiadas por el sistema límbico que Damásio llama «marcadores somáticos» – literalmente, «sentimientos viscerales». Prestando atención a las reacciones viscerales, «el marcador somático te puede llevar a rechazar, inmediatamente, el curso negativo de una acción y de esta forma... te permite escoger entre un número menor de alternativas».

## El autoconcepto
En El error de Descartes, Damásio también explora la manera en que «la base neuronal del ego», tal como yo lo percibo, reside con la continua activación de al menos dos conjuntos de representaciones. Uno de ellos concierne a las representaciones que nos hacemos sobre acontecimientos claves en la autobiografía personal... El segundo conjunto de representaciones subyacentes al ego neuronal consiste en las representaciones primordiales que el individuo realiza de su propio cuerpo.
De estos dos conjuntos, Damásio más tarde desarrollara su concepto de la jerarquía de consciencia, incluyendo el «protoego», «la consciencia de núcleo», y «la consciencia extendida» - «el ego verbal de Stern».

## Influencia ulterior
El libro de Damásio es ampliamente reconocido para ser «una obra con implicaciones trascendentales para comprender la vida mental». En parte en consecuencia «actualmente, libros como El error de Descartes de Damásio han iniciado una tendencia a incluir (o, más bien, reparar) el cuerpo y sus movimientos introducido por literatura como Damásio» «El error de Descartes... Una tendencia para incluir (o bastante rehabilitar) el cuerpo dentro de las investigaciones de las ciencias sociales y conductistas».
En esta literatura, también parece ser Damásio la inspiración clave tras el desmantelando de la dicotomía entre la razón y la emoción'.
Según Richard Webster, el aspecto de El error de Descartes alienta a quienes consideran la dicotomía tradicional entre razón y sentimientos como artificial y nociva, pues refuta la división entre la base, tanto de la experiencia clínica como de los hallazgos de la neurociencia moderna. Webster comenta que la tesis de Damasio se relaciona con ideas que él desarrolla en su Por qué Freud estaba equivocado: pecado, ciencia y psicoanálisis(1995).

## Crítica
Se ha objetado que, al usar el nombre de Descartes, Damásio habría empleado un hombre de paja, deliberadamente o inconscientemente; y que, de hecho, «la tradición médica post-cartesiana era bien consciente del papel que las emociones desarrollan en el pensamiento».

## Dato de publicación
- Descartes' Error: Emoción, Razón, y el Cerebro Humano, Putnam Publicando, 1994, hardcover: ISBN 0-399-13894-3
  - Harper Planta perenne, 1995 paperback: ISBN 0-380-72647-5
  - Pingüino, 2005 paperback reimpresión: ISBN 0-14-303622-X

## Para continuar
- J. Birtchnell, The Two of Me: The Rational Outer Me and The Emotional Inner Me (Londres 2003).

- J. Panksepp, Affective Neuroscience (OUP 1998).

- Datos: Q2297952